# BookRoad
BookRoad（ブックロード）は、東京都台東区台東三丁目に工場を置く有限会社 K'sプロジェクトが運営するワインメーカーである。

## 概要
東京の下町、台東区の御徒町駅から徒歩5分の所に、2017年（平成29年）11月にオープンした都市型ワイナリー「BookRoad」がある。長野県や山梨県の契約農家と茨城県にある自社農園で育てたぶどうを使い、国産ぶどう100％のワインを醸造する、わずか10坪の規模の都市型ワイナリーである。「葡蔵人～BookRoad（ブックロード）」の名前は、「葡萄」と「蔵」と「人」が目に見えない道で繋がり、ともに繁栄するという願いを込めて付けられた。ブドウは生産地から仕入れ、醸造は消費者に近いところで行う、こうしたスタイルは「都市型ワイナリー」と呼ばれ、米国・ポートランドが発祥で、ニューヨークやパリなど世界中に広がりつつある。
建設業・飲食業を展開する「有限会社 K'sプロジェクト」が、新規事業として立ち上げたワイナリーで、当時、同社のパート社員だった須合美智子が責任者に立候補したことに始まる。須合はワインの知識はなかったが、「新しいことに挑戦したい」という強い思いに手を挙げたという。山梨県内のワイナリーで1年間の修業を積みワイン醸造家となった。須合が新規事業としてワイナリーを立ち上げたのには、地元の台東区に恩返しができたらと考えたからだという。2022年（令和4年）、東京都八王子市に64ヘクタールの畑を借り、自社でブドウ栽培をスタートした。

## 沿革
- 2005年（平成17年）10月 - 「有限会社 K'sプロジェクト」設立、飲食1号店「地鶏城 梵厨」開店[1]
- 2010年（平成22年）
  - 4月 - 建設会社の社会貢献事業開始[1]
  - 11月 - 飲食2号店「洋風ワイン居酒屋 ボンズ」開店[1]
- 2013年（平成25年）
  - 10月 - 大槌町復興整備CM事業の宿舎運営開始[1]
- 2014年（平成26年）
  - 4月 - 東北営業所開設、福島県二本松市で宿舎運営開始[1]
  - 5月 - 資本金1,000万円に増資[1]
  - 12月 - 建設業許可「とび・土工事業」取得[1]
- 2015年（平成27年）
  - 4月 - 東北地方で建設工事の請負開始[1]
  - 11月 - 飲食3号店「貝料理 吟」開店、「鴨一ワイン酒場SUN」開店[1]
- 2016年（平成28年）
  - 10月 - 一般労働者派遣事業許可取得[1]
  - 11月 - 建設技術者の求人サイト「K'ｓナビ」開設[1]
- 2017年（平成29年）11月 - 都市型ワイナリー「BookRoad」開店[1]
- 2018年（平成30年）8月 - 関東地方で建設工事の請負開始[1]
- 2019年（令和元年）12月 - 建設業許可「解体業」取得[1]
- 2020年（令和2年）4月 - 建設業許可「土木工事業」取得[1]

## 利用情報
- 「BookRoad」
  - 所在地 - 東京都台東区台東三丁目40番2号 浜田ビル[2]
  - オープン - 2017年（平成29年）11月[2]
  - 醸造責任者 - 須合美智子[3]
  - 醸造設備 - 1階・2階/醸造樽1000L×4樽、500L×4樽、200L×1樽、20L×20樽[2]
  - 年間生産量 - 約24,000本[2]
  - 定休日 - 水曜日[2]
  - 営業時間 - 平日/午後0時〜午後3時・午後5時〜午後7時30分、土日祝/午後0時〜午後5時[2]
  - レストラン - 木・金・土・日曜日/午前11時〜午後2時、木・金・土曜日/午後6時〜午後9時[2]

- 「ワイナリー見学」
  - 見学日時 - 土・日曜日/午前11時30分から（予約先着各8名）[2]
  - 見学料金 - 1,000円[2]
  - 予約方法 - 予約フォーム使用（8月〜10月は醸造期のため不定期）[2]

## 交通アクセス
- 東日本旅客鉄道（JR東日本）山手線・京浜東北線 - 御徒町駅より徒歩約5分
- 東京メトロ日比谷線 - 仲御徒町駅より徒歩約5分